# Diplurodes flatipennata
Diplurodes flatipennata är en fjärilsart som beskrevs av Walker 1862. Diplurodes flatipennata ingår i släktet Diplurodes och familjen mätare. Inga underarter finns listade i Catalogue of Life.